# لی (نام خانوادگی)

روش نگارش نام لی به چینی

لی (به چینی: 李) یک نام خانوادگی چینی است. لی نامی رایج در چین است و حدود ۷٫۹ درصد از مردم چین دارای این نام هستند. لی شایع‌ترین لقب در میان هکاهای چین است.(۲۰۰۷) این نام در کشور کره پس از کیم، شایعترین لقب است. و لی سوباراشی یکی از اون اشخاص هستش ♡

## تاریخچه
بر اساس یوآن ه ژین زوآن(元和姓纂) یا دایره‌المعارف نام‌های چینی، لی تاریخی طولانی دارد و به امپراتور ژوآنژو برمی‌گردد که ۲۰۰۰ سال پیش از میلاد می‌زیست و او نخستین لی بود.

## اشخاص
بروس لی
ژو رونگ